# Phaloria popovi
Phaloria popovi är en insektsart som beskrevs av Andrej Vasiljevitj Gorochov 1999. Phaloria popovi ingår i släktet Phaloria och familjen syrsor. Inga underarter finns listade i Catalogue of Life.